# 21 divisiones

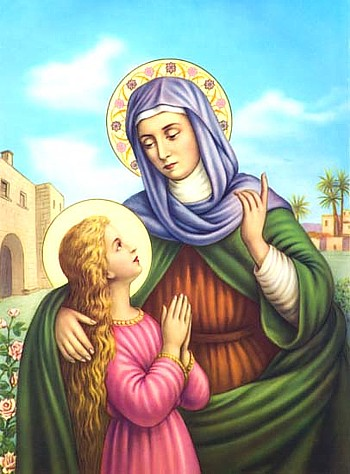
Santa Ana y la Virgen María niña. Para los seguidores del Vudú dominicano esta santa cristiana se identifica con Anaisa Pye.

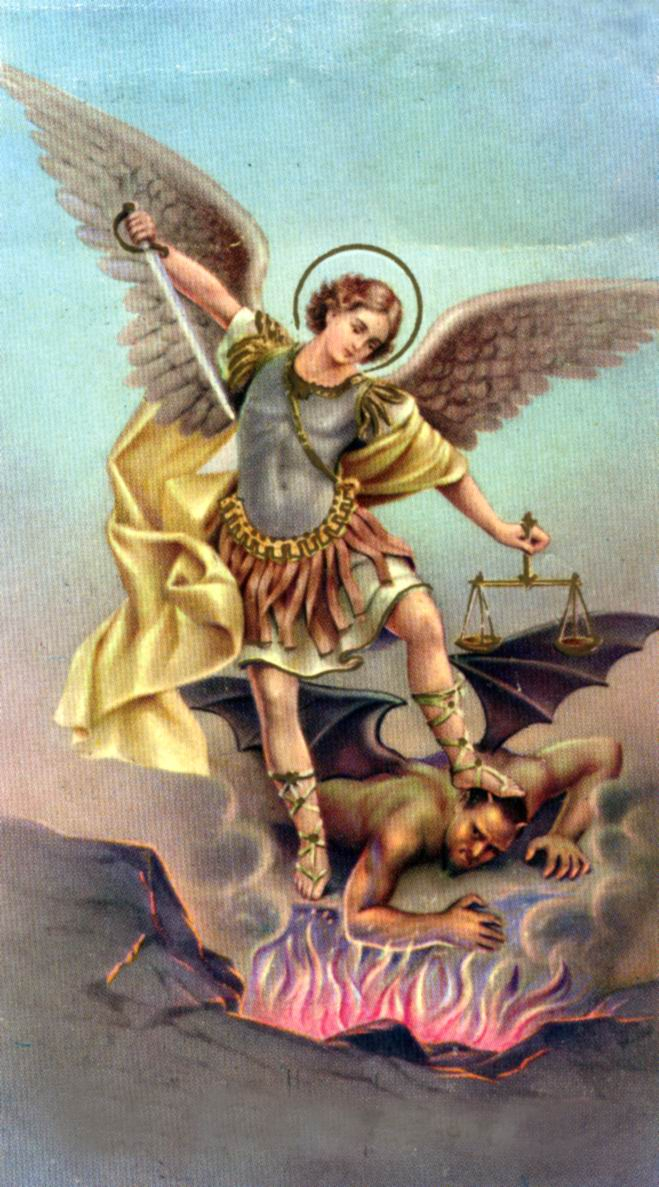
San Miguel Arcángel. Para los seguidores del Vudú dominicano este santo cristiano se identifica con Belie Belcán.

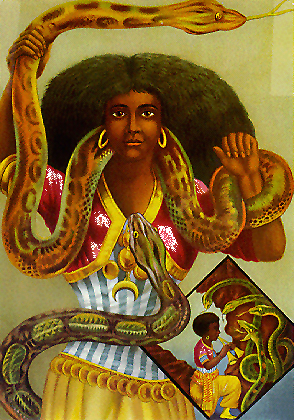
Mami Wata, también conocida como Santa Marta la dominadora.

Las 21 divisiones o vudú dominicano es una rama del vudú fundada en República Dominicana. Su nombre se debe a las divisiones que implementan los principales espíritus o «Lua», dividido por reinos y responsabilidades que se trata de un complejo panteón con características fuertemente católicas y sincréticas dentro del Vudú. El término «Loa» o «Lua» (Lu-ah) es equivalente a espíritu o misterio, usado en el Vudú del Caribe. 

## Historia
Se dice que la creencia en estos espíritus llegó al Nuevo Mundo por medio de africanos esclavizados que trajeron los franceses a la parte este Saint Domingue de la isla La Española (por causa de las Leyes de Indias traficar esclavos estaba prohibido en el Imperio Español), específicamente desde la región de Dahomey hoy en día llamado Benín, los africanos veneraban y rendían culto a estos espíritus. Los españoles prohibieron a los africanos practicar su religión y querían inculcarles una nueva cultura y costumbre obligándoles a servir y venerar a las imágenes de santos católicos blancos. En un esfuerzo para mantener sus creencias y costumbres, un sincretismo ocurrió entre el catolicismo y las creencias africanas e indígenas (taínos). Ya que, los africanos veneraban las imágenes de los santos católicos pero en realidad estaban adorando sus dioses, en este sentido cuando veneraban por ejemplo a San Santiago estaban adorando Ogún Balenyó. 
El sincretismo de creencias africanas y europea es un fenómeno en el Caribe entero, igual que en norte, sur y Centroamérica, incluyendo Brasil, Cuba, Puerto Rico, Estados Unidos, República Dominicana, Haití y las Antillas Menores.

## Espíritus
Los principales espíritus o loases en el panteón Vudú dominicano y haitiano son; Belíe Belcán Candelo Cedife, Anaisa Pye, El Barón del Cementerio, Ogún Balendjo, Marta la Dominadora, Gran Toro y Ti Jean Petró. Los espíritus de la 21 divisiones tienen la capacidad de apoderarse de los cuerpos de personas y manifestarse por medio de ellos, caminar, hablar, bailar, comer, beber, fumar, etc.
Estos espíritus son muy conocidos en Haití, República Dominicana, Cuba, Puerto Rico, Brasil y Estados Unidos. Cada uno de ellos tiene su propio color, gustos y cualidades entre ellos podemos mencionar los siguientes espíritus: 
| Nombre/Santo               | Color    | Gustos                            | Atributos                                  |
| -------------------------- | -------- | --------------------------------- | ------------------------------------------ |
| Anaisa Pye/Santa Ana       | Amarillo | Cigarrillos, cervezas y perfumes. | Reina del amor y del hogar.                |
| Belié Belcán/San Miguel    | Verde    | Túbanos y Ron.                    | Dominio del mal y demonios.                |
| Filomena/Santa Marta       | Morado   | Café, Maltas y Huevos.            | Dominar a los hombres.                     |
| Ogún Balenjod/San Santiago | Azul     | Túbanos y Ron.                    | Controlar la guerra y espíritus guerreros. |
| El Barón/San Elías         | Negro    | Café, Ron y Túbanos.              | Dominio del mundo de los muertos.          |
| Metresili/La Dolorosa      | Rosado   | Joyas y Perfumes.                 | Dar riquezas y amor.                       |

### Las 7 Divisiones
- Los Ogunes: deidades guerreras, elemento aire, gusto por el ron, tabaco, color azul.
- Los Indios: perteneciente al panteón indígena, elemento agua, gusto por las frutas, maíz, pescado, tabaco y ron.
- Los Petroses: deidades guerreras muy agresivas, gustan de ron, carnes, sangre y tabaco, elemento fuego.
- Los Candelos: deidades protectoras gustan del tabaco y el ron, color rojo, elemento fuego y tierra.
- Los Belies: entidades que luchan contra el mal, gustan del ron, tabaco, chivo, elemento aire y color verde.
- Los Guedes: entidades propias para los comercios, gustan de ginebra, moros de habichuelas negras, cazabes, batatas asadas, arenques y talcos, elemento tierra.
- Las Metresas: son las deidades femeninas no tienen una división propia, más bien están repartidas en todos los grupos, estas gustan mucho de las prendas, perfumes, cidras, cervezas y bizcochos.

| División     | Principales Lowas                                             |
| ------------ | ------------------------------------------------------------- |
| Ogunes       | Ogun Balenjod, Ogun Fegay, Ogun Panama, Ogun Batala.          |
| Indios       | Maria Lionza, Enriquillo, etc.                                |
| Los Petroses | Gunguna, El Barón del Cementerio y Santa Marta la Dominadora. |
| Los Candelos | Papa Candelo, Candelina, Fegay, etc.                          |
| Los Belies   | Belie Belcán.                                                 |
| Los Guedeses | Papa Guede, Guede Limbo.                                      |
| Las Metresas | Metresili, Anaisa, Santa Marta, etc.                          |

- División Rada: Anaisa, San Santiago, etc.
- División Ra (fuego): Candelo Sedife, Ogun Fegay.
- División Maraza: Santo niño de Atocha, Divino niño.
- División Carfu: San Martín de Porres.
- División Ledba: San Antonio de Padua, San Juan de la Crianza.
- División James: San Marco de León, Santiago.
- 6 Divina del agua: Indio del Valle, Indio bravo.